# Kárász Endre
Kárász Endre (Soltvadkert, 1929. január 17. – 1987. október 25.) háromszoros magyar bajnok labdarúgó, csatár, balszélső, edző.

## Pályafutása
A Soltvadkerti EPOSZ-ból igazolta az MTK, ahol 1949 és 1961 között szerepelt. Az élvonalban 1949. október 9-én mutatkozott be a MATEOSZ ellen, ahol 1–1-es döntetlen született. Tagja volt az 1951-es, az 1953-as és az 1957–58-as idényben bajnoki címet szerzett együttesnek. 1961 és 1964 között a másodosztályú VT Vasas labdarúgója volt. 
Visszavonulása után edzőként dolgozott. 1966-ban a VT Vasas vezetőedzője volt. 1967-ben a Vecsés csapatát irányította. 1968 nyarán a Videoton tartalék csapatának lett az edzője. 1973-ban az Ercsi Kinizsi trénere lett.

## Sikerei, díjai
- Magyar bajnokság
  - bajnok: 1951, 1953, 1957–58
  - 2.: 1952, 1954, 1955, 1957-tavasz
- Magyar kupa
  - győztes: 1952
- az MTK örökös bajnoka
- A Magyar Népköztársaság Érdemes Sportolója (1954)[8]